# Фельдмаршал (Австро-Угорщина)

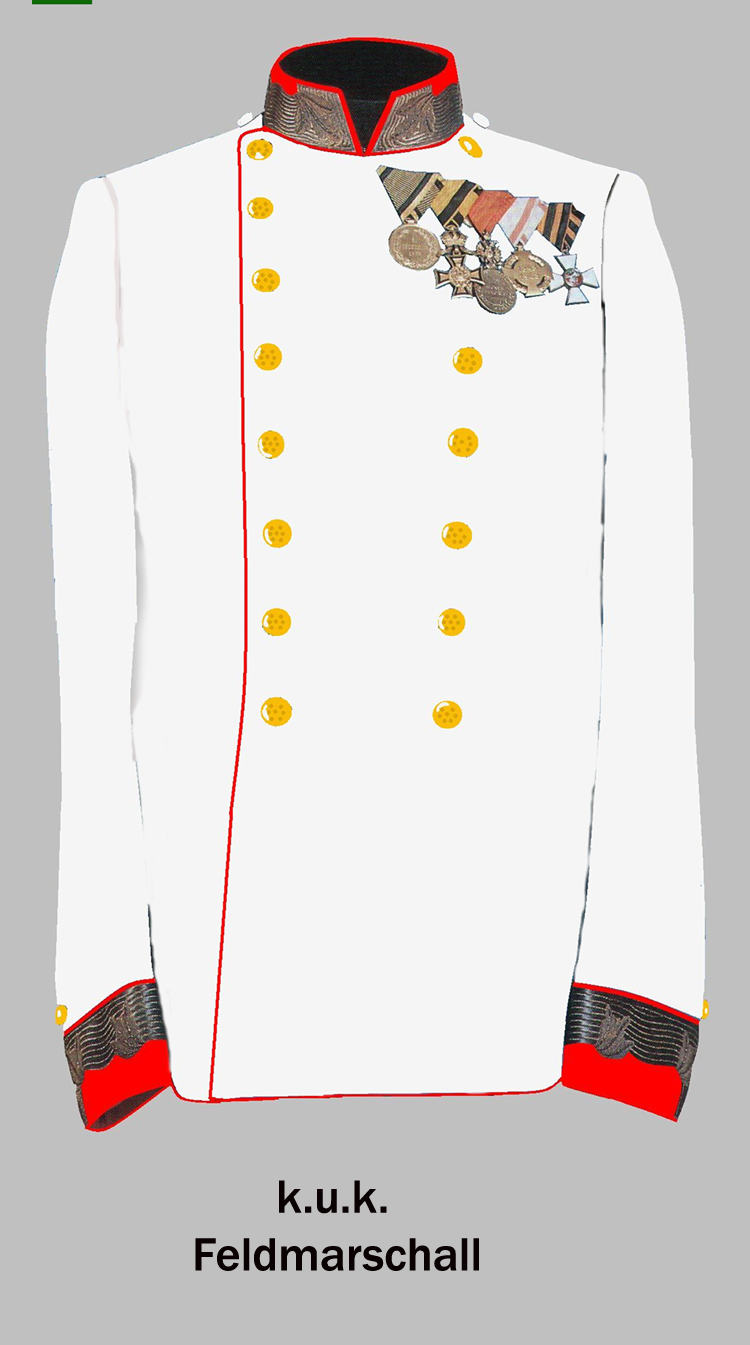
Парадна форма австро-угорського фельдмаршала.

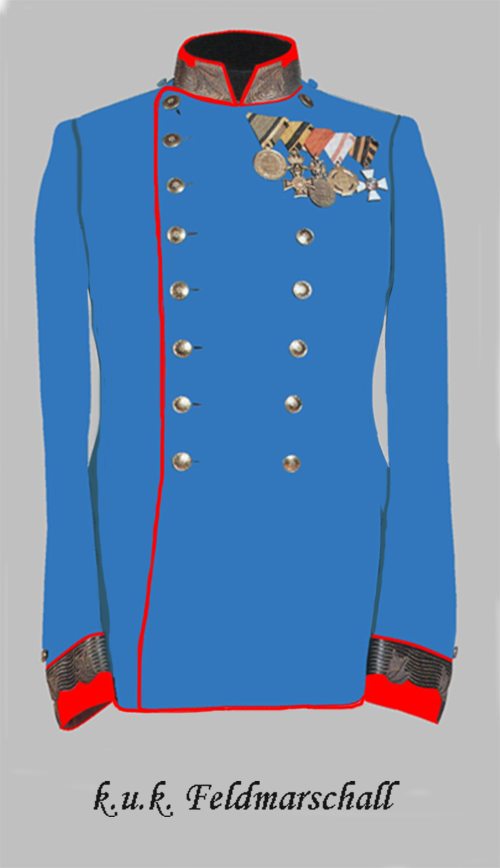
Повсякденна форма австро-угорського фельдмаршала.

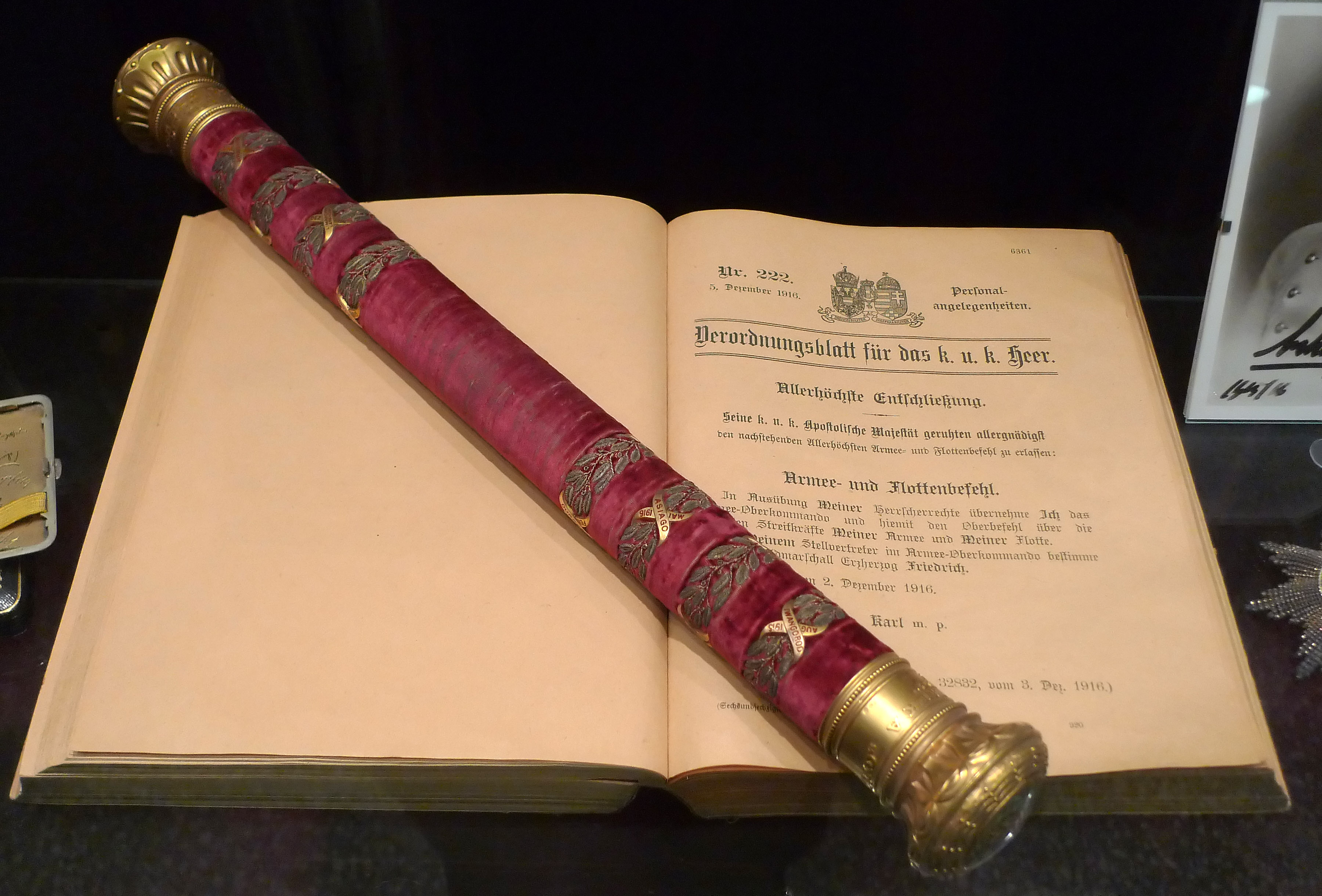
Фельдмаршальський жезл ерцгерцога Фрідріха, герцога Тешенського у Музеї військової історії, Відень.

Фельдмаршал (нім. Feldmarschall, угор. Tábornagy) ― найвище військове звання (чин) в Збройних силах Австро-Угорщини.

## Історія
Вперше звання австрійського фельдмаршала увійшло в ужиток після заснування Австрійської імперії в 1805 році; його попередником був фельдмаршал Священної Римської імперії.
Між 1914 і 1918 роками цього рангу досягли одинадцять чоловік, з яких четверо належали до правлячої династії Габсбургів-Лотаринзьких. Імператор отримував звання автоматично.

## Фельдмаршали Австро-Угорщини
| Ім'я та титул                       | Роки життя | Портрет | Дата присвоєння   |
| ----------------------------------- | ---------- | ------- | ----------------- |
| імператор Вільгельм ІІ              | 1859–1941  |         | 4 травня 1900     |
| король Едуард VII                   | 1841–1910  |         | 1 травня 1904     |
| ерцгерцог Фрідріх Австрійський      | 1856–1936  |         | 8 грудня 1914     |
| імператор Карл І                    | 1887–1922  |         | 21 листопада 1916 |
| ерцгерцог Ойген Австрійський        | 1863–1954  |         | 23 листопада 1916 |
| граф Франц Конрад фон Гецендорф     | 1852–1925  |         | 25 листопада 1916 |
| барон Кьовесс фон Кевессаза         | 1854–1924  |         | 5 серпня 1917     |
| барон Олександр фон Кробатін        | 1849–1933  |         | 5 листопада 1917  |
| барон Франц Рор фон Дента           | 1854–1927  |         | 30 січня 1918     |
| барон Едуард фон Бем-Ермолі         | 1856–1941  |         | 31 січня 1918     |
| Світозар Бороєвич фон Бойна         | 1856–1920  |         | 1 лютого 1918     |
| султан Мехмед V                     | 1844–1918  |         | 19 травня 1918    |
| ерцгерцог Йозеф Август Австрійський | 1872–1962  |         | 24 жовтня 1918    |